# وادیم زلاند
وادیم زلاند فیزیکدان و نویسنده روسی و اطلاعات موجود در مورد زندگی شخصی و پیشینه او بسیار محدود است. بیشتر به با انتشار سلسله کتاب‌های معروف به «ترانسرفینگ واقعیت» شناخته می‌شود. وادیم در این کتابها به بررسی ایده‌های کنترل واقعیت توسط ذهن می‌پردازد. مجموعه کتاب‌های «ترانسرفینگ واقعیت» به زبان‌های مختلف ترجمه شده و طرفداران زیادی در سراسر جهان دارد. این کتاب‌ها به دلیل ارائه دیدگاه‌های متفاوت در مورد زندگی و موفقیت، مورد توجه قرار گرفته‌اند.

## مراجع
1. ↑  "Vadim Zeland". Babelio (به فرانسوی). Retrieved 2025-02-24.
2. ↑  «Вадим Зеланд — Циклопедия». cyclowiki.org. دریافت‌شده در ۲۰۲۵-۰۲-۲۴.
3. ↑  «Vadim Zeland 📖 Antikvariát Avion». www.antikavion.cz. دریافت‌شده در ۲۰۲۵-۰۲-۲۴.
4. ↑  Pereyra, Paula. "(2005) El Hacedor de la Realidad - Vadim Zeland". {{cite journal}}: Cite journal requires |journal= (help)